# Bebrici
Bebricii au fost un trib de origine tracă. Aceștia locuiau în Bitinia și în Misia într-o regiune aproape de cetatea Lampasakos sau Bebrycia, aflată în nord-vestul Turciei de astăzi. Priap era un zeu la care se închinau, dar și un oraș avea acest nume în sud-estul Mării Marmara, acolo unde râul Granicus (Cian) se varsă în mare. După ciocniri cu bitanii și frigii au dispărut din istorie.